# Велики скок напред
Велики скок напред или Велики корак напред (кин: 大跃进) Народне Републике Кине је био економски и социјални план на снази од 1958. године до 1961. године чији је циљ био да се искористити кинеска огромна популација како би се земља брзо преобразила из пољопривредне економије у модерну индустријализовану. Мао Цедунг је покренуо програм и осмислио га по „теорији продуктивних снага“. Пројекат се завршио у катастрофи и покренуо једну од најсмртоноснијих и најтежих глади у модерној људској историји у којој је изгубило живот најмање 20 милиона људи.
Главне промене у животу руралних Кинеза укључивале су постепено увођење обавезне пољопривредне колективизације. Приватна пољопривреда је била забрањена, а они који су се њоме бавили били су прогоњени и обележавани као контрареволуционари. Ограничења над руралним становништвом су спровођена кроз јавне борбене сесије и друштвени притисак, а људи су исто тако били изложени присилном раду. Иницијатива индустријализација села, званични приоритет кампање, на крају је видела „свој развој ... изјаловљен грешкама Великог скока напред.”

## Увод
Од кад 1949. формирана Народна Република Кина, Мао Цедунг је преузео контролу. Он је сматрао да је најбољи начин да се финансира индустријализација државе је да власт преузме контролу над пољопривредом, чиме би успоставила монопол над дистрибуцијом и понудом житарица. То би омогућило држави да откупи житарице по ниској цени и да их прода за већу, чиме би се скупио потребан капитал за индустријализацију провинција. Иако је власт схватила да ће та политика бити непопуларна међу сељацима, ипак је кренула са њеном спровођењем када је почела стављати сељаке под контролу партије уз помоћ успоставе пољопривредних колектива, који ће уједно олакшати набаву алата и животиња. У једној заједници је често било између 100 и 300 породица до 1956.
Умерени чланови партије, међу којима је био и Џоу Енлај, заговарали су укидање колективизације и сматрали да би Кина требало да формира „свој“ комунизам, а не да следити модел Совјетског Савеза. Њихове захтеве је ојачао говор Никите Хрушчова 1956. у којем је разоткрио злочине током владавине Стаљина, који су нагласили неуспех његових пољопривредних политика у Совјетском Савезу. Те чињенице, Источнонемачки устанак 1953, Протести у Познању 1956. и Мађарска револуција 1956, уверили су Маоа да Кина мора наћи свој пут.

## Пројекат „Велики скок напред“
„Велики скок напред“ је имао зацртан план повећања индустријског сектора Кине уз помоћ масовне јефтине радне снаге и избегавања увоза тешке машинерије. До 1958. успостављено је око 25.000 заједница које су имале просечно 5.000 домаћинстава. Заједнице су биле углавном самоодрживе, а уместо новца и надница радници су добивали „радне бодове“.
Према плану, радници би у својим двориштима успоставили импровизиране топионице у којима би од старог метала производили челик. Сељаци би користили дрва као гориво, а стари лонци и потрошени алати су кориштени као извор „старог метала“. Мао је предвиђао да ће „Велики скок напред“ омогућити Кини да за „15 година претекне Уједињено Краљевство по производњи челика“. Сељаци су се масовно преусмеравали у топионице како би производили челик те је тако велики део усева запуштен. Иако је Мао тек касније открио да се квалитетни челик може производити само у великим фабрикама уз употребу угља, ипак је остао уверен да ће план успети. Програм је ипак тихо напуштен 1960.
У заједницама су уведене многе радикалне и бесмислене иновације у пољопривреди, као што је прегусто сејање семена или предубоко орање земље због погрешног веровања да ће биљке имати јаче корене. Због масовног броја сељака у топионицама, умањена је производња житарица. У међувремену, локалне вође су биле под притиском да погрешно извешавају како је жетва успешнија него ранијих година. По бази тих података држава је одлучила да повећа извоз житарица.
Пенг Дехуај је био један ретких особа које су имале храбрости да се директно супротставе Мау и кажу да његов план не иде у добром смеру, након чега је смењен и осуђен као „буржуј“. Пенга је заменио Лин Бјао, који је започео чистке Пенгових присталица у војсци.

## Климатски услови и глад
Велика инвазија скакаваца (чији је број нагло порастао након кинеске кампање против врабаца) појачао је проблеме са жетвом. Због погрешних информација о жетви, житарице су транспортоване у градове, тако да је у селима настала несташица хране и постепено је завладала глад. Иако је неуспех кампање био очит, Мао је наредио да Кина настави извоз житарица од 1958. до 1960. како би сачувао образ и уверио свет о успеху свог подухвата.
Климатски услови нису били повољни за Кину 1959. и 1960. пошто је неке провинције захватила суша, а неке поплаве. У јулу 1959, Жута река је поплавила исток Кине. Поплаве на једној страни, суша и глад на другој убили су 1959. око 2 милиона људи Лоше време је погодило 55% обрадиве земље Кине 1960, а око 60% северног пољопривредног земљишта није добило довољну количину кише.
С временом, редукције хране су погодиле и урбана подручја, мада је масовна глад била најочитија, иронично, у руралним подручјима. Провинције Анхуеј, Гансу и Хенан су погођене готово катастрофално, док је Сичуан забележио највећи број мртвих. Канибализам се појавио у неким деловима државе.
Коначно се у јануару 1961. стање почело побољшавати када је прекинут „Велики скок напред“, а сељаци се вратили старим пољопривредним навикама. Заустављен је извоз житарица, а покренут је чак и увоз из Канаде и Аустралије, што је помогло у смањивању недостатка хране, понајвише у обалним градовима.

## Последице
„Велики скок напред“ се данас сматра „великим кораком назад“. Требало је да прођу године да се Кина опорави од катастрофе и врати на старо стање, када је становништво имало довољно хране. Службена кинеска власт је ставила смртност током три године глади „Великог корака напријед“ на 14 милиона, мада стручњаци сматрају да је било између 20.000.000 и 43.000.000 жртава. С обзиром да је Кина тада бројала око 650 милиона становника, од глади је страдало између 3 и 7% њеног становништва. Те три године су познате и као „Три горке године“. Многи локални службеници су изведени пред суд и јавно погубњени због давања кривих информација о стању жетве.
Глад је у неким случајевима чак кориштена као оружје да се држава реши „непожељних елемената“: религијске вође, десничари и богати сељаци су имали најнижи приоритет достављања хране, па су стога и умирали у највећим бројевима. Неке сељаке су власти погубиле јер нису испунили квоте на жетви.
Током „Великог корака“, кинеска је економија испрва расла: производња челика је порасла за 30% од 1958. до 1960, али је већ 1961. пала и није досегнула претходни ниво све до 1964. Након завршетка програма, наступила је својеврсна деколективизација под вођством Денг Сјаопинга.